# Wiesława Bogdańska
Wiesława Bogdańska (ur. 1957 we wsi Tatary koło Kadzidła) – kurpiowska twórczyni ludowa, wycinankarka.

## Życiorys
Z wykształcenia jest geodetką. Pracuje w Zagrodzie Kurpiowskiej w Kadzidle – oddziale Muzeum Kultury Kurpiowskiej w Ostrołęce, gdzie jest przewodniczką. Tam i w innych placówkach w kraju prowadzi warsztaty. Współpracowała z Cepelią, Spółdzielnią Rękodzieła Ludowego i Artystycznego „Kurpianka” w Kadzidle i różnymi instytucjami kultury. Jest wiceprezeską Oddziału Kurpiowskiego Stowarzyszenia Twórców Ludowych.
Tworzeniem wycinanek zajmuje się od 12 roku życia. Pochodzi z jednego z najstarszych kurpiowskich i rękodzielniczych rodów. Twórczyniami ludowymi były babcia Bogdańskiej – Stefania Konopka, mama Maria Chorstek, ciocia Czesława Konopka, siostra Janina Jaksina.
Jest wszechstronną artystką. Łączy tradycyjne wzornictwo z nowatorskimi motywami. Inspiruje się głównie regionalnymi wzorami kurpiowskimi. Jej ulubionymi formami są leluje i gwiazdy. Oprócz wycinanek tworzy też kierce, bukiety, bibułowe kwiaty, pisanki, palmy wielkanocne, lepi byśki (obrzędowe pieczywo). Wykorzystuje papier glansowany i bibułę.
Wycinanki Bogdańskiej znajdują się w kolekcjach muzealnych m.in.: w Museum Europäischer Kulturen w Berlinie, Zagrodzie Kurpiowskiej w Kadzidle, Izbie Regionalnej w Chudku, Państwowym Muzeum Etnograficznym w Warszawie, Muzeum Północno-Mazowieckim w Łomży, Muzeum Etnograficznym w Toruniu, Muzeum Narodowym w Poznaniu, Muzeum Etnograficznym w Krakowie. Z sukcesami uczestniczy w konkursach, pokazach i wystawach sztuki ludowej w Polsce i za granicą.
Uhonorowana wieloma nagrodami i odznaczeniami, m.in.: Nagrodą im. Oskara Kolberga za zasługi dla kultury ludowej (2008), odznaką honorową Ministra Kultury i Dziedzictwa Narodowego, Medalem „Zasłużony Kulturze Gloria Artis” (Brązowy – 2012, Srebrny – 2021), Odznaką „Zasłużony Działacz Kultury”, Nagrodą Prezesa Spółdzielni Rękodzieła Ludowego i Artystycznego „Kurpianka”, Medalem Pamiątkowym „Pro Masovia” nadanym przez Marszałka Województwa Mazowieckiego i Kurpikiem 2008 – Nagrodą Prezesa Związku Kurpiów w kategorii Promowanie regionu.